# Anna Löwenstein
Anna Löwenstein (ur. 1951 w Wielkiej Brytanii) – angielska pisarka. W 2019 roku została ogłoszona Esperantystką Roku.

## Życiorys
Urodziła się pod Londynem. Od 1981 roku mieszkała we Włoszech. W 2015 roku wróciła do Wielkiej Brytanii. Wyszła za mąż za Renato Corsetti i ma dwóch synów. Renato Corsetti był w latach 2001–2007 prezesem Universala Esperanto-Asocio.

## Esperantystka
Mówić w języku esperanto nauczyła się jako 13-latka korzystając z książki wypożyczonej z biblioteki. Na kongresie esperantystów poznała swojego męża, który jest Włochem. W latach 1977–81 pracowała w centrali UEA, gdzie była redaktorką rocznika UEA. W 1979 roku została członkiem Komisji Kobiet UEA. Jako Anna Brennan była założycielką i redaktorką wychodzącego w języku esperanto w latach 1979–1988 feministycznego magazynu Sekso kaj Egaleco.

## Twórczość
W 1999 roku wydała w języku angielskim i esperanto powieść historyczną The Stone City. Książka została przetłumaczona w 2010 roku na język francuski, a w 2014 na węgierski. Tłumaczenie powieści z esperanto na węgierski przygotowała esperantystka Lenke Szász. W 2008 roku wydała w języku esperanto kolejną książkę Morto de artisto. Jako tłumacz w 2006 roku przetłumaczyła z angielskiego na esperanto książkę Martina Solly La Ksenofobia Gvidlibro al la italoj. W 2007 roku była redaktorką książki poświęconej nazewnictwu w języku esperanto Rusoj loĝas en Rusujo: landonomoj en Esperanto.

## Nagrody
W 2019 roku w 22 edycji konkursu uzyskała najwięcej głosów i została wybrana Esperantystą Roku.